# Castell de Xelva
El Castell i les muralles de Xelva conformen un Bé d'Interès Cultural inscrit amb el codi 46.10.106-004 i anotació ministerial RI-51-0010723 de 19 de febrer de 2002. És també conegut com l'Antiga Posada o Palau dels Vescomtes de Xelva . Es troba a la plaça Major de Xelva.
La fortalesa es va construir al segle xi. A fins d'aquest últim o principis del xiv, possiblement a conseqüència de la conquesta aragonesa, es van derrocar part dels murs. Al segle xix va albergar una posada.
Des de 2008 es troba a la llista roja del patrimoni de l'associació Hispània nostra. El 2017 es va presentar la rehabilitació del castell per la Fundació María Antonia Clavel

## Descripció
A època àrab, els murs envoltaven tot el penyal, almenys pel sud, ja que a la part nord cal un tram. És possible que aquest tram hagués existit i estat destruït en alguna modificació urbanística posterior. Les muralles del costat sud tenien un gruix de 3,5 metres, les del costat nord de 2,45. L'altura de les dues era de sis metres. Hi ha una torre de 12 metres d'alt amb merlets-espitlleres. Van existir més torrasses. Al segle xv, és possible que un d'ells fos transformat en església
Al voltant de l'inici del segle xxi, el conjunt estava repartit entre tres habitatges, un taller de fusteria i uns magatzems, a més de la torrassa supervivent. En el costat nord es manté la muralla del segle xi, mentre que al sud hi ha una façana de final del segle xix o inicis del segle xx.